# ほいけんた
ほい けんた（本名：塩田 謙一〈しおた けんいち〉、1965年7月7日 - ）は、日本のピン芸人（お笑い芸人・ものまねタレント・バラエティーアーティスト）。物真似・トーク演技・バルーンアート・マジック・パントマイムなど様々な芸を得意とするマルチタレントである。歌も得意であり、数々の歌番組にも登場している。特に千鳥の鬼レンチャンでは独特な歌い方で注目を集めている。東京都中野区で生まれて東京都日野市で育つ。身長182cm。体重85kg。既婚。
映画の『Mr.BOO!』シリーズが好きで、芸名もシリーズで主演するホイ兄弟のマイケル・ホイやサミュエル・ホイから採った。

## 芸歴
- 1982年、アクションチーム「THE EIGHTEEN ARTS」に入り、芸能界への道を決断。
- 1983年に劇団ひまわりへ入団する。俳優として芸能界デビューして以降ドラマ、映画、CM、舞台などに多数出演。出演した映画「幕末青春グラフィティ Ronin 坂本竜馬」の公開番組でオリジナルソングを発表して音楽の才能も発揮。
- 1985年、劇団スタジオライフに移籍し、舞台に多数出演。役者と平行してお笑いを始め、大阪のストリップ劇場で、お笑いデビュー。
- 1986年、プリンセス・テンコー主演のミュージカルに出演、アシスタントを経て、マジシャンとしても活動[5]。マジックの特番などに多数出演。
- 1988年、この年にオランダで行われた『FISM』に参加。六本木のショーパブを中心に活動。お笑いライブや、街頭パフォーマンスなどの活動を開始。
- 1991年、オーストラリアで行われた『ジャパンフェスティバル』に、日本の芸人として招待された。イベント終了後もしばらくオーストラリアでパフォーマンスをしながら生活。この頃よりバルーンアートでオリジナル作品創作を開始する。
- 1993年、『発表!日本ものまね大賞』に出演し、テレビで初めて明石家さんまのものまねを披露。キングレコードより、CDアルバム「るす電メッセージSHOW」を発売。
- 1995年、お笑いコンビ「BARAKING」を結成。フジテレビ「北野ファンクラブ」などに出演。
- 1996年、所属事務所が倒産したため、コンビ解散、フリーとなる。ピンでの活動を再開。
- 1997年、衛星デジタルラジオで、冠ラジオ番組がスタート。
- 1998年、千葉テレビ「らんらんランチバ」にレギュラー出演。テレビ東京の番組でバルーンの達人として紹介され、オリジナル作品を多数発表。
- 1999年、原田ヒロシ座長公演に参加、芸人としてだけでなく俳優としての実力も発揮。バルーンオリジナル作品が商品化〜「ほいけんたバルーン作品集」が発売される。
- 2000年、渋谷を中心としたライブ活動。俳優として再現ドラマやCFなど多数出演。
- 2001年、パントマイム劇団にゲストとして参加する。東京ディズニーシー・ホテルミラコスタの披露宴のショーにレギュラー出演開始（この年から7年間出演する）
- 2002年、オリジナルな肩書き『バラエティーアーティスト』を発表して活動の範囲を広げる。
- 2003年、幼稚園や保育園の卒園謝恩会向けのプログラムを発表。
- 2004年、ブティック社より、初の著書「たのしいバルーン工作」が発売される。
- 2005年、パントマイム劇団にゲストとして参加し、作品作りや演出なども手がける。赤坂『うさぎや』や銀座『BAR12時』などにマジシャンとしてレギュラー出演。
- 2006年、パントマイム劇団にオリジナル作品「魔法でポン！」を書き下ろし提供。
- 2007年、ブティック社より「たのしいバルーン工作」を更に豪華にした改訂版が発売される。
- 2008年、全国のイベントに出演するだけでなく、イベントプロデュースやバルーン装飾なども行う。ブティック社より2冊目の著書「楽しく作ろう！バルーン工作」が発売される。
- 2009年、フジテレビ『爆笑そっくりものまね紅白歌合戦スペシャル』の1コーナー「全国ホンマに似てんのか?大集合」に出演、明石家さんまのものまねを披露し、以降番組レギュラーとなる。日本テレビ『24時間テレビ』などに出演。FM西東京『ほいけんたのクレイジー西東京/毎週水曜日オンエア』を半年間放送。麻布十番『リトモ・ディ・ブリブリブッスン』のスポットゲストで出演開始。
- 2010年、TBS「さんまのSUPERからくりTV」、テレビ東京『やりすぎコージー』などに出演。ブティック社より「改訂版たのしいバルーン工作」を更に豪華にした増補改訂版が発売される。新宿『そっくり館キサラ』、土浦『歌芸夢者』、大宮『ボイスバーJ★ジェイ』にレギュラー出演開始。
- 2011年、『めちゃ2イケてるッ!』、テレビ東京『ピラメキーノ』、読売テレビ『情報ライブ ミヤネ屋』などに出演。全国のホテルでディナーショーなども行う。年末に東京タワーで行われたイベント『今年の顔展 in TOKYO TOWER』を明石家さんまになりきって盛り上げ、フジテレビ『FNNスーパーニュース』などに出演。
- 2012年、六本木『SHANK』にレギュラー出演開始。
- 2013年、日本テレビ『SKE48のエビフライデーナイト』に出演。
- 2015年、ほいと同じく明石家さんまのものまねを得意ネタとする原口あきまさとともに、関西テレビ『さんまのまんま』に出演。
- 2017年、日本テレビ『PON!』に出演[5]。
- 2020年1月11日に放送された「カラオケ100点出した猛者のみ集まる音楽祭　生放送で満点出せるか」（TBS）で、郷ひろみ「言えないよ」を歌唱し、満点である100点を叩き出し、賞金100万円を獲得した[6]。
- 2023年7月22日放送の『FNS27時間テレビ 鬼笑い祭』では、ほい航大と「ほい一門師弟タッグ」を組んだタッグマッチモードに挑戦。8曲目の君は薔薇より美しいではサビ最後の歌詞「変った」を「くるっくぅ」と歌い話題となり、同年のフジテレビ「FIVB パリ五輪予選 ワールドカップバレー2023」告知CMに起用された[7]。また、23日放送の『FNS27時間テレビ 鬼笑い祭』では、その独特な歌唱法で西川貴教 (T.M.Revolution) と「HIGH PRESSURE」で共演し[8]、同番組内のアニメ『サザエさん』に本人役としてゲスト登場。腕相撲でマスオに一瞬で勝利し、持ち前の歌唱を披露するという内容であった[9]。

## 趣味
- 週に4回通うほどカラオケ好きで、絶対音感がありカラオケ採点にて100点を1000回以上出したと自称する。
- 高音域の歌唱を苦手としている。長年のモノマネの影響で声帯に炎症が生じ、声がかすれるとYoutubeなどで語る。
- その他の趣味は作詞・作曲・楽器演奏・図画工作・パソコン・ビリヤード・パチンコ・釣りなど。

## 芸風
- 明石家さんまのものまねが得意で、容姿、声色、台詞、身振り手振りなどの動き、更には本物のさんまなら取るであろうリアクションまで完璧に再現している。きっかけは1993年頃、お笑い芸人として六本木のショーパブでステージに立ち、当時ブレイクしていたMr.マリックのパロディーコントをしていた頃、マリックの髪型が『おそ松くん』のキャラクターのイヤミの髪型に似ていたため、振り返るとイヤミになっているボケをショーでやっていたが、出っ歯をつけた姿がさんまに似ていることに気付いたこと。最初は声出しはなく、形態模写から始めた[10]。『爆笑そっくりものまね紅白歌合戦スペシャル』などのものまね番組では、さんまの出演番組のパロディネタを披露している。さんまのモノマネで他に挙げられる有名な人物は原口あきまさがいるが、さんまの前で披露しているのはほいけんたが原口よりも先である。ほいけんたは当時の所属事務所が倒産したため仕事が出来ず、その後輩にあたる原口がほいけんたより先にブレイクしてしまっている。のちに行列のできる相談所などの再現VTRでさんまを演じている。地声は、さんまとは全く異なる低音である。ほいけんたはその後、訓練により声真似もできるようになっているが、自身曰く「テレビ出演時のさんまさんが発している音域で声を張り続けると、喉が潰れ」てしまうため、さんまからも「もっと声を張れ」と言われるもののテンションの高いテレビ出演時のさんまではなく、ラジオの時のトーンで定着したとのことである[11]。なお、原口は、さんまのモノマネをするほいけんたのモノマネをすることが出来る。
- 2018年3月18日放送の『行列のできる法律相談所』ではゲストの大竹と初共演を果たした。
- バルーンアートが得意で、ショーイベントなどで各種パフォーマンスを行うことが多い[要出典]。

## 主なレパートリー
- 明石家さんま
- ASKA
- 淡谷のり子
- 五木ひろし
- 池森秀一
- 伊東四朗
- 井上陽水
- 大瀧詠一
- 岡野昭仁
- GACKT
- 上條恒彦
- 加山雄三
- 草彅剛
- クリス・ペプラー
- 桑田佳祐
- ケーシー高峰
- ケンドーコバヤシ
- 郷ひろみ
- 甲本ヒロト
- 小林旭
- コブクロ
- 西城秀樹
- 堺正章
- 桜井和寿
- ささきいさお
- さだまさし
- さとう宗幸
- 沢田研二
- サンプラザ中野くん
- 志村けん
- 子門真人
- 鈴木雅之
- 世良公則
- 高橋ジョージ
- 滝口順平
- 武田鉄矢
- 武豊
- 谷村新司
- 田中邦衛
- 玉置浩二
- 田村正和
- 千原ジュニア
- つんく♂
- 天龍源一郎
- 土井たか子
- 堂本剛
- 所ジョージ
- 中尾彬
- 長渕剛
- 中村雅俊
- 野口五郎
- hyde
- 浜田省吾
- 浜田雅功
- 林家三平
- 氷川きよし
- ピーター（現：池畑慎之介）
- ビートたけし
- 広川太一郎
- 福山雅治
- 藤岡弘、
- 布施明
- 舟木一夫
- フランク永井
- ボビー・オロゴン
- 前川清
- 松山千春
- 三波春夫
- 南こうせつ
- みのもんた
- 森進一
- 柳沢慎吾
- 吉幾三
- 渡部陽一

## 主な出演

### テレビ番組
- 発表!日本ものまね大賞（フジテレビ）
- 爆笑そっくりものまね紅白歌合戦スペシャル（フジテレビ） - レギュラー出演
- めちゃ2イケてるッ!（フジテレビ）
- やりすぎコージー（テレビ東京）
- ピラメキーノ（テレビ東京）
- さんまのSUPERからくりTV（TBSテレビ）
- 情報ライブ ミヤネ屋（日本テレビ）
- スーパーニュース（フジテレビ）
- すイエんサー（NHK Eテレ）
- アッコにおまかせ（TBSテレビ）
- もてもてナインティナイン（TBSテレビ）
- ライオンのごきげんよう（フジテレビ）
- SKE48のエビフライデーナイト（日本テレビ）
- 行列のできる相談所（日本テレビ） - 再現ドラマでの明石家さんま 役
- さんま&SMAP!美女と野獣のクリスマススペシャル（日本テレビ）- 再現ドラマでの明石家さんま 役
- 明石家さんまの転職DE天職（日本テレビ） - 再現ドラマでの明石家さんま 役
- THEカラオケ★バトル（テレビ東京）
- もぎもぎKANA-BOON（スペースシャワーTV）
- クイズ30 団結せよ!（フジテレビ）
- 史上最大のさんま早押しトーク（日本テレビ） - 再現ドラマでの明石家さんま 役
- さんまのまんま（関西テレビ） - 原口あきまさと出演
- PON!（日本テレビ）[5]
- クイズ!脳ベルSHOW（BSフジ）
- ものまね王座決定戦（フジテレビ）
- オールスター感謝祭（TBSテレビ）
- 生放送で満点出せるか100点カラオケ音楽祭（TBSテレビ）
- 千鳥の鬼レンチャン（フジテレビ）
- スクール革命!（日本テレビ）
- ララLIFE 〜人生を豊かにする、週末HOW TOバラエティ〜（2023年4月7日 - 、TBS） - ナレーション
- FNS27時間テレビ 鬼笑い祭（2023年7月22日 - 23日、フジテレビ）
- ぽかぽか（2023年7月31日、フジテレビ） - 「ぽいぽいトーク」のコーナーゲストとして徳永ゆうきと共に出演
- ものまねグランプリ（日本テレビ）
- オールスター合唱バトル（フジテレビ）
- ネプリーグ (フジテレビ)
  - 2023年10月30日　アーティストチーム
- しゃべくり007（2024年2月19日、日本テレビ）
- 踊る!さんま御殿!!（2024年4月9日、日本テレビ）
- クイズ!ドレミファドン!（2024年5月6日、フジテレビ）
- FNS27時間テレビ 日本一たのしい学園祭!（2024年7月20日 - 21日、フジテレビ）

#### テレビアニメ
- サザエさん（2023年7月23日、フジテレビ） - 27時間テレビ内包、本人役

### ラジオ
- モーニング・コール（1995年、エフエム福岡） - メインパーソナリティ
- ほいけんたの土曜の夜はカラオケパーティー（1997年 - 1998年、衛星デジタル放送）
- ほいけんたのクレイジー西東京（2009年 - 2010年、エフエム西東京）
- ほいけんたのヒットするには理由がある〜2020年トレンド総まとめ!（2020年11月8日[12] - 12月27日、TBSラジオ）

### 映画
- 幕末青春グラフィティ Ronin 坂本竜馬（1985年）
- お金が足りない。（2023年12月18日、REIZ INTERNATIONAL、LILYFILM、横川康次、曽根剛監督）[13]

### CM
- 徳島産業 マル得ドレッシング「まんまシリーズ」「たっぷりシリーズ」（2025年4月14日 - ）[14][15][16]

## 書籍
- たのしいバルーン工作  増補改訂版（ブティック社） ISBN 9784834765519
- 楽しく作ろうバルーン工作（同上） ISBN 9784834757316
- ほいけんたのカラオケで100点を出す方法（双葉社） ISBN 9784575319057